# Poncho Sánchez
Ildefonso Sánchez (Laredo, Texas, 30 de octubre de 1951), conocido artísticamente como Poncho Sánchez es un percusionista (conguero), cantante de salsa y líder de una destacada banda de latin jazz y música cubana. Se distingue su sonido jazzistico por la excelsa combinación de ritmos afrocubanos y el jazz, aparte de que usa una palabra muy singular en él, que lo distingue de los demás: «¡Vaya qué sabroso!».

## Breve biografía
Hijo de mexicanos (su padre es de Jalisco y su madre de Nuevo León), es el menor de once hijos y quinto varón. De formación autodidacta, es considerado como uno de los más grandes percusionistas de jazz latino o latin jazz. Creció en Norwalk, California iniciándose en la música desde niño tocando guitarra, flauta, batería y timbales. Posteriormente se interesó por el canto hasta descubrir su verdadera pasión, que son las congas.

## Colaboraciones
Además de su obra en solitario, Sánchez ha interpretado con artistas y grupos como Cal Tjader, Mongo Santamaría, Hugh Masekela, Clare Fischer, Tower of Power, Terence Blanchard entre otros.

## Premios y reconocimientos
- 2000: Sánchez y su grupo ganaron el Grammy Award for Best Latin Jazz Album por su álbum Latin Soul.[1]

## Discografía
Hasta la fecha, "Poncho" ha grabado 24 discos, con colaboraciones excepcionales. Su larga lista de discos le ha sido merecedor de premios y muchas críticas buenas y excelentes. De 1982 a 2011 estos son sus discos.
- 1982: Sonando
- 1982: Baila mi gente: ¡salsa!
- 1983: Bien sabroso
- 1985: El conguero
- 1986: Papa gato
- 1986: Gaviota
- 1987: Fuerte
- 1988: La familia
- 1989: Chile con soul
- 1990: A night at Kimball's East
- 1990: Bailar
- 1990: Cambios
- 1992: El mejor
- 1993: Para todos
- 1995: Soul sauce
- 1995: Conga blue
- 1997: Freedom sound
- 1998: Afro-cuban fantasy
- 1999: Latin soul
- 2000: Poncho Sánchez - The Concord Jazz Heritage Series
- 2000: Soul of the conga
- 2001: Latin spirits
- 2002: Ultimate latin dance party
- 2004: Instant party: Poncho Sánchez
- 2004: Poncho at Montreux
- 2004: Out of sight!
- 2006: Do It!
- 2007: Raise your hand
- 2009: Psychedelic blues
- 2011: Chano y dizzy
- 2019: Trane's Delight